# Kaoliang

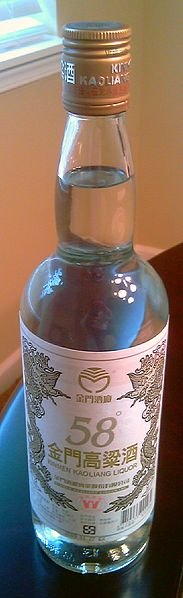
Kinmen-Kaoliang

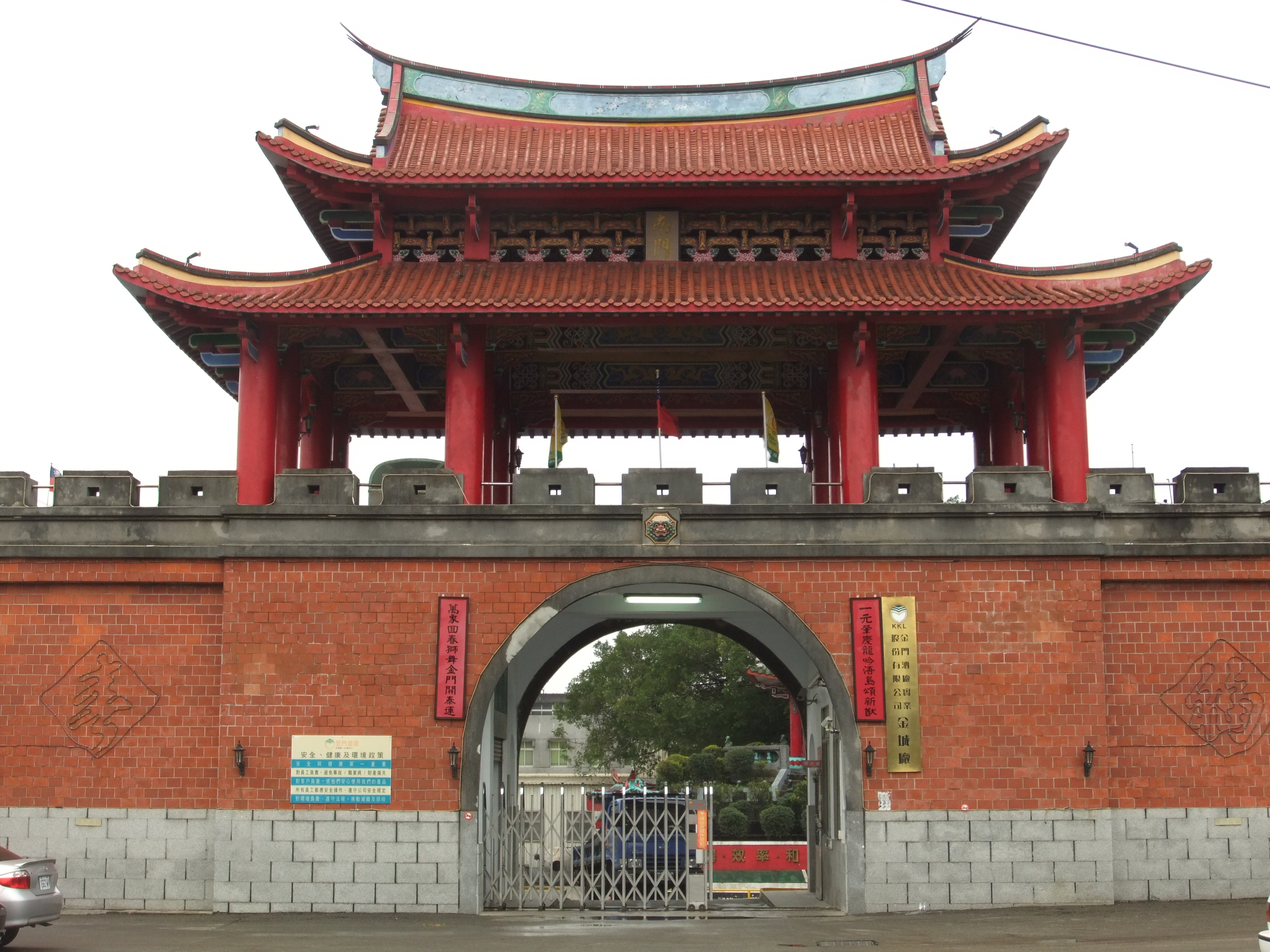
Eingang zur Kaoliang-Brennerei in Kinmen

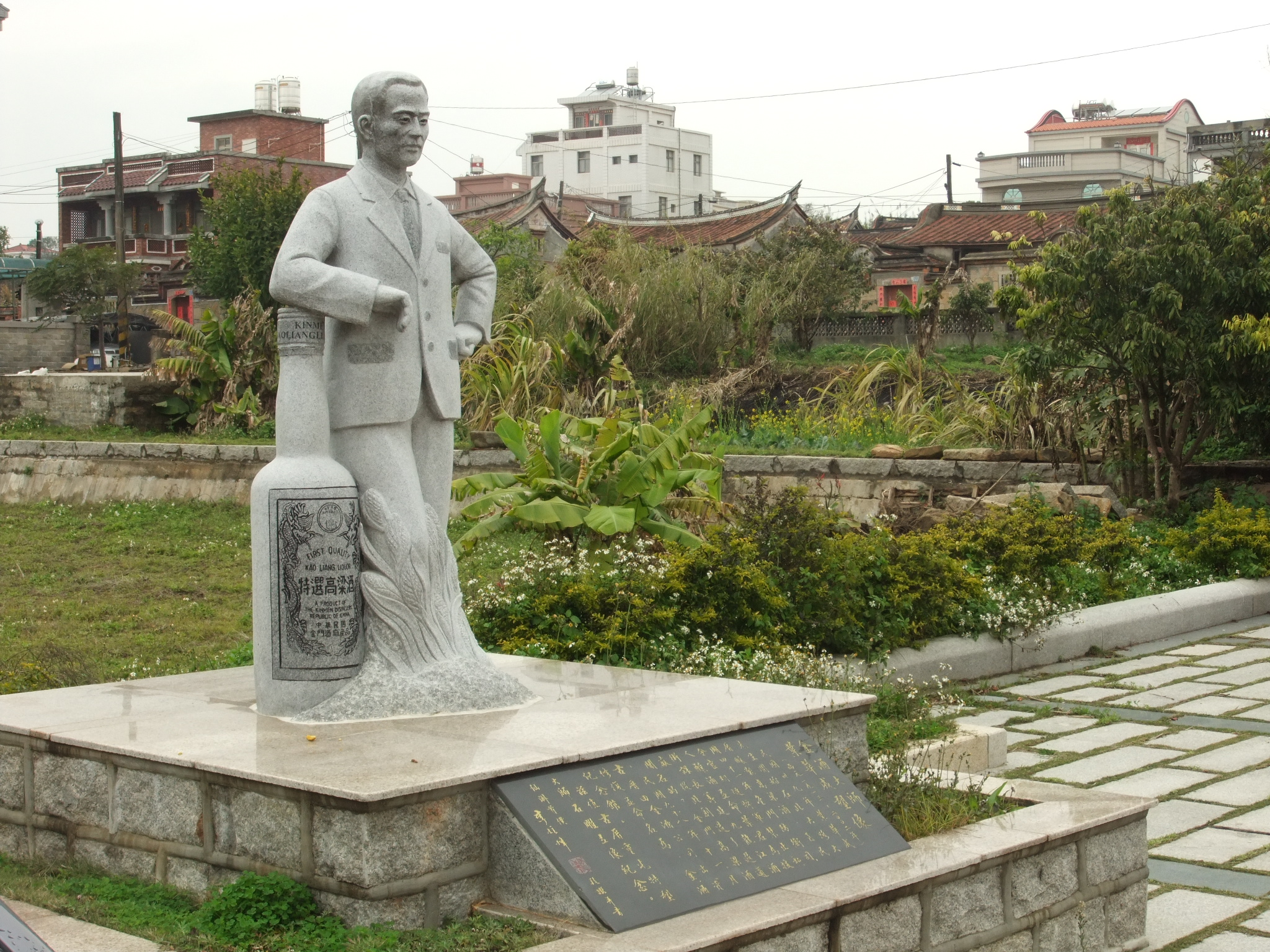
Statue des Gründers der Brennerei in Kinmen, Ye Huacheng

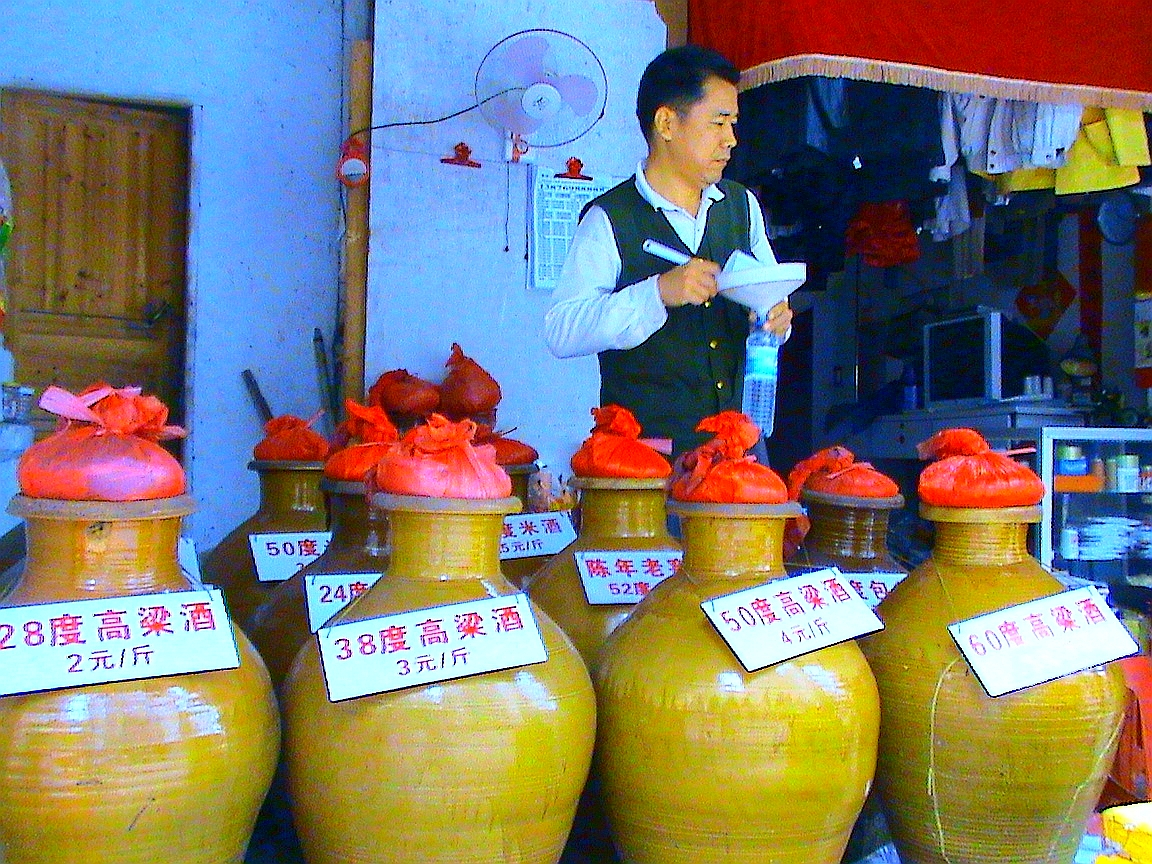
Auf der chinesischen Insel Hainan hergestellter Kaoliang in Krügen

Kaoliang oder Gaoliang (高粱酒,  gāoliángjiǔ) ist ein vor allem in der Volksrepublik China und in den von der Republik China (Taiwan) kontrollierten Gebieten Kinmen und Matsu aus fermentierter Sorghumhirse hergestellter hochprozentiger klarer Schnaps.

## Herstellung und Genuss
Kaoliang gehört zu den chinesischen Baijiu-Schnäpsen. Zu seiner Herstellung wird reife Sorghumhirse mittels Hefen und Schimmelpilzen fermentiert. Der dadurch entstehende Zucker wird anschließend zu Alkohol vergoren, wobei der Mischung weitere Hirse hinzugefügt wird. Das Produkt dieses Prozesses wird schließlich mehrfach destilliert. Der Alkoholgehalt beträgt zwischen 38 und 63 %. Manche Sorten werden jahrelang zum Reifen gelagert.
Kaoliang wird, je nach Jahreszeit, sowohl gekühlt als auch erwärmt getrunken. Zudem wird er beim Kochen verwendet. Inzwischen gibt es, vor allem in Kinmen, im Zuge der touristischen Nachfrage entwickelte Produkte wie „Kaoliang-Nudeln“, „Kaoliang-Kuchen“, „Kaoliang-Wurst“, „Kaoliang-Eier“, in Kaoliang eingelegte Früchte und viele andere Spezialitäten.

## Bekannte Marken
Die berühmteste Kaoliang-Marke ist der Kinmen-Kaoliang (金門高粱酒 / 金门高粱酒,  Jīnmén Gāoliángjiǔ), benannt nach der Insel, auf der er hergestellt wird. Er wird von der 1952 gegründeten, ehemals staatlichen Firma Kinmen Kaoliang Liquor produziert und in alle Welt exportiert. Seit der offiziellen Öffnung Kinmens für den Tourismus im Jahr 1993 ist der Schnaps auch ein beliebtes Souvenir für Besucher der Insel.
Eine weitere bekannte Kaoliang-Marke ist der Tunnel88 (八八坑道高粱酒,  Bābā Kēngdào Gāoliángjiǔ). Er wird auf der Matsu-Insel Nangan produziert und hat seinen Namen von einem ehemaligen Militärtunnel, in dem er mindestens fünf Jahre zum Reifen gelagert wird.

## Trivia
Der Film Rotes Kornfeld von Zhang Yimou (1987) spielt in einer ländlichen Kaoliang-Brennerei in China.